# Eccellenza Campania 2019-2020
Il campionato italiano di calcio di Eccellenza regionale 2019-2020 è la ventinovesima edizione del campionato di Eccellenza. Rappresenta il quinto livello del campionato italiano e il primo a livello regionale.
Di seguito sono raccolte le informazioni relative ai due gironi di Eccellenza organizzati dal Comitato Regionale Campania della Lega Nazionale Dilettanti nella stagione 2019-2020.
A causa della pandemia di COVID-19, la F.I.G.C. ha deciso per la sospensione definitiva del torneo al 
1º Marzo 2020.

## Stagione
Il campionato di Eccellenza Campania è suddiviso in due gironi da diciotto squadre: il girone A comprende quindici società della città metropolitana di Napoli (area nord-occidentale) e tre della provincia di Caserta, mentre il girone B è costituito da nove società della provincia di Salerno, da tre della città metropolitana di Napoli (area sud-orientale) e da sei della provincia di Avellino.
La competizione è suddivisa in due fasi: la stagione regolare e il post-campionato (play-off e play-out). Durante la prima fase in ciascun girone le squadre si affrontano in gare di andata e ritorno, per un totale di 34 incontri per squadra nel girone A; vengono assegnati tre punti per la vittoria, uno per il pareggio e zero per la sconfitta. Al termine della stagione regolare la squadra che totalizza più punti nel proprio girone è ammessa alla Serie D, mentre la squadra che ne totalizza di meno nel proprio girone è retrocessa in Promozione. Nel caso in cui si verifichino le condizioni necessarie, le squadre classificate dal secondo al quinto posto di ciascun girone disputano i play-off, mentre quelle classificate dal quintultimo al penultimo posto di ciascun girone i play-out; al termine del post-campionato, la squadra vincitrice dei play-off del proprio girone è ammessa ai play-off nazionali, mentre le due squadre sconfitte nei play-out del proprio girone sono retrocesse in Promozione.
In particolare, se il distacco tra le squadre 2ª e 5ª classificata è pari o superiore a 10 punti, l’incontro di play-off non verrà disputato e la società 2ª classificata passerà al turno successivo.
Se il distacco tra le squadre 3ª e 4ª classificata è pari o superiore a 10 punti, l’incontro di play-off non verrà disputato e la società 3ª classificata passerà al turno successivo.
Se il distacco tra le squadre 2ª e 3ª classificata è pari o superiore a 10 punti, gli incontri di play-off non verranno disputati e la società 2ª classificata accederà direttamente alla fase successiva.
Se, poi, al termine del Campionato, ci fosse un caso di parità di punteggio tra due squadre, il titolo sportivo in competizione è assegnato mediante spareggio da effettuarsi sulla base di un'unica gara in campo neutro, con eventuali tempi supplementari e calci di rigore.
Per quanto riguarda le gare di play-off e play-out, in caso di parità di punteggio al termine di ognuna delle gare, si procederà alla disputa di due tempi supplementari di quindici minuti ciascuno, ma non dei tiri di rigore, poiché, in caso di parità di punteggio al termine dei supplementari, sarà considerata vincente la società in migliore posizione di classifica (anche a seguito della compilazione della cosiddetta classifica avulsa), a conclusione della stagione regolare.

## Girone A

### Squadre partecipanti
| Club                         | Città                      | Stadio                          | Stagione precedente          |
| ---------------------------- | -------------------------- | ------------------------------- | ---------------------------- |
| C.S.D.S. Afro Napoli United  | Mugnano di Napoli (NA)     | Stadio Alberto Vallefuoco       | 5º in Eccellenza Campania/A  |
| A.S.D. Albanova Calcio       | Casal di Principe (CE)     | Stadio Angelo Scalzone          | 6º in Eccellenza Campania/A  |
| A.S. Barano Calcio           | Barano d'Ischia (NA)       | Stadio Don Luigi Di Iorio       | 14º in Eccellenza Campania/A |
| A.S.D. Casoria Calcio 1979   | Casoria (NA)               | Stadio San Mauro                | 7º in Eccellenza Campania/A  |
| A.S.D. Flegrea               | Bacoli (NA)                | Stadio Tony Chiovato            | 11º in Eccellenza Campania/A |
| A.S.D. Frattamaggiore Calcio | Frattamaggiore (NA)        | Stadio Pasquale Ianniello       | 2º in Eccellenza Campania/A  |
| Gragnano                     | Gragnano (NA)              | Stadio San Michele              | 16º posto in Serie D/H       |
| U.S. Marcianise              | Marcianise (CE)            | Stadio Progreditur              | 1º in Promozione Campania/A  |
| A.S.D. Mondragone            | Mondragone (CE)            | Stadio Salvatore Gregorio Conte | 9º in Eccellenza Campania/A  |
| A.S.D. Nuova Napoli Nord     | Quarto (NA)                | Stadio Comunale Giarrusso       | 18º posto in Serie D/H       |
| A.S.D. Calcio Pomigliano     | Pomigliano d'Arco (NA)     | Stadio Ugo Gobbato              | 17º posto in Serie D/H       |
| A.S.D. Puteolana 1902        | Pozzuoli (NA)              | Stadio Domenico Conte           | 13º in Eccellenza Campania/A |
| A.S.D. Real Forio 2014       | Forio (NA)                 | Stadio Salvatore Calise         | 12º in Eccellenza Campania/A |
| A.S.D. Real Poggiomarino     | Poggiomarino (NA)          | Stadio Comunale                 | 1º in Promozione Campania/B  |
| A.S.D. San Giorgio 1926      | San Giorgio a Cremano (NA) | Stadio Raffaele Paudice         | 10º in Eccellenza Campania/A |
| U.S.Mariglianese             | Marigliano (NA)            | Stadio Comunale(Casamarciano)   | 7º in Promozione Campania/C  |
| A.S.D. Virtus Volla          | Volla (NA)                 | Stadio Paolo Borsellino         | 8º in Eccellenza Campania/A  |
| A.S.D. Vis Afragolese 1944   | Afragola (NA)              | Stadio Papa (Cardito)           | 3º in Eccellenza Campania/A  |

### Classifica finale
|  | Pos. | Squadra            | Pt | G  | V  | N | P  | GF | GS | DR  |
|  | ---- | ------------------ | -- | -- | -- | - | -- | -- | -- | --- |
|  | 1.   | Vis Afragolese     | 69 | 27 | 22 | 3 | 2  | 68 | 22 | 46  |
|  | 2.   | Puteolana          | 62 | 27 | 19 | 5 | 3  | 46 | 12 | 34  |
|  | 3.   | Frattamaggiore     | 57 | 27 | 17 | 6 | 4  | 56 | 19 | 37  |
|  | 4.   | Pomigliano         | 53 | 27 | 16 | 5 | 6  | 48 | 22 | 26  |
|  | 5.   | Casoria            | 51 | 27 | 15 | 6 | 6  | 38 | 25 | 14  |
|  | 6.   | Afro Napoli United | 42 | 27 | 12 | 6 | 9  | 46 | 35 | 11  |
|  | 7.   | Mondragone         | 41 | 27 | 11 | 8 | 8  | 44 | 31 | 13  |
|  | 8.   | Albanova           | 41 | 27 | 11 | 8 | 8  | 37 | 27 | 10  |
|  | 9.   | Flegrea            | 40 | 27 | 12 | 4 | 11 | 35 | 39 | -4  |
|  | 10.  | Virtus Volla       | 37 | 27 | 11 | 4 | 12 | 36 | 44 | -8  |
|  | 11.  | San Giorgio        | 35 | 27 | 10 | 5 | 12 | 40 | 36 | 4   |
|  | 12.  | Mariglianese       | 30 | 27 | 9  | 4 | 14 | 42 | 44 | -2  |
|  | 13.  | Real Poggiomarino  | 30 | 27 | 8  | 6 | 13 | 34 | 48 | -14 |
|  | 14.  | Gragnano           | 26 | 27 | 7  | 5 | 15 | 34 | 45 | -11 |
|  | 15.  | Barano             | 23 | 27 | 6  | 5 | 16 | 33 | 48 | -15 |
|  | 16.  | Marcianise         | 21 | 27 | 5  | 6 | 16 | 31 | 48 | -17 |
|  | 17.  | Real Forio         | 15 | 27 | 3  | 6 | 18 | 18 | 65 | -47 |
|  | 18.  | Nuova Napoli Nord  | 7  | 27 | 2  | 2 | 23 | 21 | 97 | -76 |

Legenda:
      Promossa in Serie D 2020-2021.
      Retrocessa in Promozione 2020-2021.
Regolamento:
Tre punti a vittoria, uno a pareggio, zero a sconfitta.
Note:
La Puteolana è stata ammessa in Serie D 2020-2021 in seguito alla graduatoria stilata dalla FIGC in sostituzione dei play-off nazionali.

## Girone B

### Squadre partecipanti
| Club                                 | Città                     | Stadio                                       | Stagione precedente          |
| ------------------------------------ | ------------------------- | -------------------------------------------- | ---------------------------- |
| A.S.D. Alfaterna                     | Nocera Inferiore (SA)     | Stadio Karol Wojtyla                         | 8º Promozione Campania/D     |
| U.S. Angri 1927                      | Angri (SA)                | Stadio Comunale Pasquale Novi                | 1º Promozione Campania/D     |
| A.S.D. Audax Cervinara Calcio        | Cervinara (AV)            | Stadio Canada-Roberto Cioffi                 | 3º in Eccellenza Campania/B  |
| F.C.D. Battipagliese 1929            | Battipaglia (SA)          | Stadio Luigi Pastena                         | 10º in Eccellenza Campania/B |
| A.S.D. Buccino Volcei                | Buccino (SA)              | Stadio Paolino Via                           | 2º Promozione Campania/D     |
| A.S.D. Castel San Giorgio Calcio     | Castel San Giorgio (SA)   | Stadio Domenico Sessa                        | 7º in Eccellenza Campania/B  |
| A.S.D. F.C. Costa D'Amalfi           | Amalfi (SA) e Maiori (SA) | Stadio San Martino (Maiori)                  | 5º in Eccellenza Campania/B  |
| S.S.D. Eclanese 1932 Calcio          | Mirabella Eclano (AV)     | Stadio Raffaele Ambrosini (Venticano)        | 6º in Eccellenza Campania/B  |
| A.S.D. U.S. Faiano 1965              | Pontecagnano Faiano (SA)  | Stadio 23 giugno 1978                        | 13º in Eccellenza Campania/B |
| U.S.D. Palmese                       | Palma Campania (NA)       | Stadio Comunale                              | 11º in Eccellenza Campania/B |
| A.S.D. Polisportiva Dil.Lioni        | Lioni (AV)                | Stadio Comunale Nino Ioriano                 | 2º Promozione Campania/C     |
| A.S.D. Polisportiva Grotta 1984      | Grottaminarda (AV)        | Stadio M. Romano                             | 1º Promozione Campania/C     |
| A.S.D. Pol. Santa Maria Cilento 1932 | Castellabate (SA)         | Stadio Antonio Carrano                       | 4º in Eccellenza Campania/B  |
| A.S.D. Scafatese Calcio 1922         | Scafati (SA)              | Stadio Vigilante Varone (Sant'Antonio Abate) | 12º in Eccellenza Campania/B |
| A.S.D. Football Club Sant'Agnello    | Sant'Agnello (NA)         | Stadio Comunale                              | 9º in Eccellenza Campania/B  |
| A.S.D. Vico Equense 1958             | Vico Equense (NA)         | Stadio Massaquano                            | 2º Promozione Campania/B     |
| U.S.D. Virtus Avellino 2013          | Avellino                  | Stadio Comunale (San Michele di Serino)      | 8º in Eccellenza Campania/B  |
| A.S.D. Vis Ariano Accadia            | Ariano Irpino (AV)        | Stadio Silvio Renzulli                       | 10º Promozione Campania/C    |

### Classifica finale
|  | Pos. | Squadra             | Pt | G  | V  | N  | P  | GF | GS | DR  |
|  | ---- | ------------------- | -- | -- | -- | -- | -- | -- | -- | --- |
|  | 1.   | Santa Maria Cilento | 55 | 27 | 16 | 7  | 4  | 50 | 23 | +27 |
|  | 2.   | Palmese             | 50 | 27 | 14 | 8  | 5  | 51 | 32 | +19 |
|  | 3.   | Costa D'Amalfi      | 48 | 27 | 13 | 9  | 5  | 38 | 23 | +15 |
|  | 4.   | Castel San Giorgio  | 47 | 27 | 13 | 8  | 6  | 43 | 27 | +16 |
|  | 5.   | Vis Ariano Accadia  | 45 | 27 | 13 | 6  | 8  | 50 | 39 | +11 |
|  | 6.   | Audax Cervinara     | 45 | 27 | 12 | 9  | 6  | 32 | 24 | +8  |
|  | 7.   | Buccino Volcei      | 44 | 27 | 11 | 11 | 5  | 45 | 33 | +12 |
|  | 8.   | Scafatese           | 43 | 27 | 12 | 7  | 8  | 41 | 28 | +13 |
|  | 9.   | Grotta              | 38 | 27 | 10 | 8  | 9  | 40 | 34 | +6  |
|  | 10.  | Vico Equense        | 38 | 27 | 11 | 5  | 11 | 28 | 33 | -5  |
|  | 11.  | Virtus Avellino     | 35 | 27 | 9  | 8  | 10 | 39 | 38 | +1  |
|  | 12.  | Sant'Agnello        | 33 | 27 | 8  | 9  | 10 | 40 | 38 | +2  |
|  | 13.  | Faiano              | 33 | 27 | 7  | 12 | 8  | 26 | 26 | 0   |
|  | 14.  | Lioni               | 27 | 27 | 7  | 6  | 14 | 27 | 41 | -14 |
|  | 15.  | Angri               | 26 | 27 | 5  | 11 | 11 | 29 | 38 | -9  |
|  | 16.  | Battipagliese       | 24 | 27 | 5  | 9  | 13 | 23 | 49 | -26 |
|  | 17.  | Alfaterna           | 18 | 27 | 5  | 3  | 19 | 23 | 54 | -31 |
|  | 18.  | Eclanese            | 11 | 27 | 3  | 2  | 22 | 31 | 76 | -45 |

Legenda:
      Promossa in Serie D 2020-2021.
      Retrocessa in Promozione 2020-2021.
Regolamento:
Tre punti a vittoria, uno a pareggio, zero a sconfitta.